# Powiat Inba
Powiat Inba (jap. 印旛郡 Inba-gun) – powiat w Japonii, w prefekturze Chiba. W 2024 roku liczył 40 037 mieszkańców.

## Miejscowości
- Sakae
- Shisui